# Lazaretto
Lazaretto är ett musikalbum av Jack White. Det lanserades 2014 på Whites eget skivbolag Third Man Records och var hans andra studioalbum som soloartist. Titelspåret var den första singeln från albumet. Även "Just One Drink", "Would You Fight for My Love" och "Alone in My Home" har släppts som singlar.
Albumet debuterade på förstaplatsen på amerikanska Billboard 200-listan. Vinylutgåvan av albumet sålde i runt 40.000 exemplar, vilket är rekord sedan Soundscan började mäta vinylutgåvors försäljning 1991.  Albumet nådde topp 10-placering i många andra länder. Vinylutgåvan innehåller två gömda låtar som skall spelas med 45 respektive 78 varvs hastighet. Skivsida A spelas dessutom inifrån och ut.

## Låtlista
(Alla låtar komponerade av Jack White, förutom "Three Women" som bygger på Blind Willie McTells låt "Three Women Blues".)
1. "Three Women" - 3:57
2. "Lazaretto" - 3:39
3. "Temporary Ground" - 3:13
4. "Would You Fight for My Love?" - 4:09
5. "High Ball Stepper" - 3:52
6. "Just One Drink" - 2:37
7. "Alone in My Home" - 3:27
8. "Entitlement" - 4:06
9. "That Black Bat Licorice" - 3:50
10. "I Think I Found the Culprit" - 3:49
11. "Want and Able" - 2:34

## Listplaceringar
- Billboard 200, USA: #1[3]
- UK Albums Chart, Storbritannien: #4[4]
- Hitlisten, Danmark: #1[5]
- VG-lista, Norge: #2[6]
- Sverigetopplistan, #21[7]